# Gare de Mekalis
La gare de Mekalis, ou gare de Mékalis, est une ancienne halte ferroviaire algérienne située dans la commune de Aïn Sefra, dans la wilaya de Naâma.

## Situation ferroviaire
Établie à une altitude de 1 313,580 m, la gare est située au point kilométrique (PK) 359,223 de la ligne de Oued Tlelat à Béchar, où elle est précédée de l'ancienne gare de Mocta Deli et suivie de l'ancienne gare de Boughelaba.

## Histoire
La gare est mise en service en 1887 lors de l'ouverture de la section de Mécheria à Aïn Sefra de l'ancienne ligne à voie étroite de 1 055 mm d'Oran à Kenadsa via Saïda. Précédée de l'ancienne gare de Mocta Deli et suivie de l'ancienne gare de Boughelaba, elle était située au PK 457,300 de cette ligne,,.
Cette gare fait partie des gares fortifiées en Algérie construites par l'armée française entre 1881 et 1906 le long de la ligne entre Saïda et Béchar.

## Service des voyageurs

### Dessertes
En 2023, cette halte n'est pas desservie par les trains de la Société nationale des transports ferroviaires.